# Alfredo Labreau

Alfredo Labreau Fornier (París, Francia, 1861 – Nicaragua, 1923) fue un militar, catedrático y político de nacionalidad francesa. Fue director de escuelas militares en las repúblicas de Costa Rica, Guatemala, Honduras y Nicaragua.

## Datos personales
Alfredo Labreau Fornier nació en la ciudad de París, Francia hijo de Alfred Labreau y Marguerite Fornier. 
Fue en Honduras donde conoció a Guadalupe Adriana Xatruch Irías (1882-1979) -familiar cercana del general Florencio Xatruch- con quien se casaría un 26 de noviembre de 1902, procreando a René Alfredo, Roberto, José Rodolfo, María Luisa, Margarita Adriana, Ricardo de la Concepción, Carlos y Mauricio Reymundo respectivamente de apellidos Labreau Xatruch. 

## Estancia en Centroamérica
Alfredo Labreau experimentado militar francés, fue contratado durante la administración del presidente José Policarpo Bonilla Vásquez, para desarrollar la educación militar hondureña en la rama de artillería. 
En 1904 durante la presidencia del general Manuel Bonilla Chirinos, se abrió formalmente una escuela de artillería en Honduras, la cual empezaría a funcionar en 1911 y de la cual Alfredo Labreau es nombrado director en 1913.
En 1914 se produjo un amotinamiento por parte de los cadetes de la escuela de artillería que dirigía Labreau, quienes tomaron el edificio a la fuerza denunciando la misma dirección y sus métodos castrenses. En consecuencia, Labreau fue apartado de la dirección colocándose en su lugar a un militar hondureño hasta el cierre de la escuela en 1917; ya a las puertas de la primera guerra civil hondureña o Revolución de 1919.